# Football Club Goa 2023-2024
Questa voce raccoglie le informazioni riguardanti il Goa nelle competizioni ufficiali della stagione 2023-2024.

## Organico

### Rosa
| N. |                    | Ruolo | Calciatore        |
| -- | ------------------ | ----- | ----------------- |
| 1  | India (bandiera)   | P     | Dheeraj Singh     |
| 2  | India (bandiera)   | D     | Sanson Pereira    |
| 3  | India (bandiera)   | D     | Sandesh Jhingan   |
| 4  | Irlanda (bandiera) | C     | Carl McHugh       |
| 5  | India (bandiera)   | D     | Narayan Das       |
| 6  | India (bandiera)   | D     | Leander D’Cunha   |
| 7  | Marocco (bandiera) | A     | Noah Sadaoui      |
| 8  | India (bandiera)   | C     | Raynier Fernandes |
| 9  | Spagna (bandiera)  | A     | Carlos Martínez   |
| 10 | India (bandiera)   | C     | Brandon Fernandes |
| 11 | India (bandiera)   | C     | Mohammad Yasir    |
| 13 | India (bandiera)   | P     | Arshdeep Singh    |
| 14 | India (bandiera)   | C     | Ayush Dev Chhetri |
| 15 | India (bandiera)   | A     | Udanta Singh      |

| N. |                      | Ruolo | Calciatore           |
| -- | -------------------- | ----- | -------------------- |
| 16 | Spagna (bandiera)    | D     | Odei Onaindia        |
| 17 | India (bandiera)     | C     | Boris Singh Thangjam |
| 18 | India (bandiera)     | C     | Rowllin Borges       |
| 20 | India (bandiera)     | D     | Seriton Fernandes    |
| 21 | India (bandiera)     | D     | Saviour Gama         |
| 26 | Spagna (bandiera)    | C     | Borja Herrera        |
| 28 | Australia (bandiera) | C     | Paulo Retre          |
| 29 | India (bandiera)     | A     | Devendra Murgaokar   |
| 30 | India (bandiera)     | D     | Nim Dorjee Tamang    |
| 32 | Spagna (bandiera)    | C     | Víctor Rodríguez     |
| 41 | India (bandiera)     | D     | Jay Gupta            |
| 42 | India (bandiera)     | C     | Brison Fernandes     |
| 44 | India (bandiera)     | C     | Muhammed Nemil       |
| 55 | India (bandiera)     | P     | Hrithik Tiwari       |

### Altri giocatori
| N. |                  | Ruolo | Calciatore    |
| -- | ---------------- | ----- | ------------- |
|    | India (bandiera) | D     | Lesly Rebello |

| N. |  | Ruolo | Calciatore |
| -- |  | ----- | ---------- |

### Staff tecnico
- Manuel Márquez - Allenatore
- Benito Montalvo - Vice allenatore
- Gouramangi Singh - Vice allenatore
- Asier Rey - Allenatore portieri

## Calciomercato
| Acquisti | Acquisti             | Acquisti       | Acquisti      |
| R.       | Nome                 | da             | Modalità      |
| -------- | -------------------- | -------------- | ------------- |
| P        | Naveen Kumar         | East Bengal    | Fine prestito |
| P        | Hrithik Tiwari       |                |               |
| P        | Dheeraj Singh        |                |               |
| P        | Arshdeep Singh       |                |               |
| D        | Sandesh Jhingan      | Bengaluru      | Definitivo    |
| D        | Odei Onaindia        | Hyderabad      | Definitivo    |
| D        | Sanson Pereira       |                |               |
| D        | Leander D’Cunha      |                |               |
| D        | Seriton Fernandes    |                |               |
| D        | Saviour Gama         |                |               |
| D        | Jay Gupta            |                | Svincolato    |
| D        | Fares Arnaout        |                |               |
| D        | Lesly Rebello        |                |               |
| D        | Narayan Das          | Chennaiyin     | Definitivo    |
| C        | Raynier Fernandes    | Mumbai City    | Definitivo    |
| C        | Boris Singh Thangjam |                | Svincolato    |
| C        | Rowllin Borges       | Mumbai City    | Prestito      |
| C        | Amarjit Singh Kiyam  | East Bengal    | Fine prestito |
| C        | Paulo Retre          | Sydney FC      | Definitivo    |
| C        | Víctor Rodríguez     |                | Svincolato    |
| C        | Carl McHugh          | Mohun Bagan SG | Definitivo    |
| C        | Brandon Fernandes    |                |               |
| C        | Ayush Dev Chhetri    |                |               |
| C        | Brison Fernandes     |                |               |
| C        | Muhammed Nemil       |                |               |
| A        | Udanta Singh         | Bengaluru      | Definitivo    |
| A        | Noah Sadaoui         |                |               |
| A        | Álvaro Vázquez       |                |               |
| A        | Carlos Martínez      | FC Andorra     | Definitivo    |
| A        | Devendra Murgaokar   |                |               |

| Cessioni | Cessioni            | Cessioni           | Cessioni      |
| R.       | Nome                | a                  | Modalità      |
| -------- | ------------------- | ------------------ | ------------- |
| P        | Naveen Kumar        | Delhi              | Definitivo    |
| D        | Anwar Ali           | Delhi              | Fine prestito |
| D        | Marc Valiente       |                    | Svincolato    |
| D        | Nikhil Prabhu       | Punjab FC          | Definitivo    |
| D        | Lalremruata HP      | Rajasthan Utd      | Definitivo    |
| D        | Aibanbha Dohling    | Kerala Blasters    | Definitivo    |
| D        | Fares Arnaout       | Al-Zawraa          | Definitivo    |
| D        | Lesly Rebello       | Churchill Brothers | Definitivo    |
| C        | Makan Chote         |                    | Svincolato    |
| C        | Hernán Santana      |                    | Svincolato    |
| C        | Lenny Rodrigues     |                    | Svincolato    |
| C        | Edu Bedia           |                    | Svincolato    |
| C        | Amarjit Singh Kiyam | Punjab FC          | Definitivo    |
| A        | Redeem Tlang        |                    | Svincolato    |
| A        | Iker Guarrotxena    |                    | Svincolato    |
| A        | Álvaro Vázquez      |                    | Svincolato    |

### Mercato invernale
| Acquisti | Acquisti          | Acquisti    | Acquisti   |
| R.       | Nome              | da          | Modalità   |
| -------- | ----------------- | ----------- | ---------- |
| D        | Nim Dorjee Tamang | Hyderabad   | Definitivo |
| C        | Mohammad Yasir    | Hyderabad   | Prestito   |
| C        | Borja Herrera     | East Bengal | Prestito   |
| C        | Mohammad Yasir    |             | Svincolato |

| Cessioni | Cessioni       | Cessioni    | Cessioni |
| R.       | Nome           | a           | Modalità |
| -------- | -------------- | ----------- | -------- |
| D        | Sanson Pereira | Inter Kashi | Prestito |

## Risultati

### Indian Super League
| Arbitro: | Purkayastha A. |

|  |           |                         |
|  | Marcatori | 7’, 30’ Carlos Martínez |

| Arbitro: | Mohamed J. |

|                     |           |  |
| Carlos Martínez 17’ | Marcatori |  |

| Arbitro: | Crystal J. |

|                                              |           |                       |
| Noah Sadaoui 55’ (Rig.), 68’ Jay Gupta 90+6’ | Marcatori | 6’, 81’ Mourtada Fall |

| Arbitro: | Venkatesh R. |

|                         |           |                                          |
| Naorem Mahesh Singh 40’ | Marcatori | 74’ Sandesh Jhingan 75’ Víctor Rodríguez |

| Bengaluru 25 ottobre 2023, ore 16:30 UTC+5:30 5ª giornata | Bengaluru | 0 – 0 referto | FC Goa | Sree Kanteerava Stadium |

| Chennai 5 novembre 2023, ore 15:30 UTC+5:30 6ª giornata                                        | Chennaiyin | 0 – 3 referto                                                | FC Goa | Marina Arena |
| \| \| \| \| \| \| Marcatori \| 13’ Boris Singh Thangjam 24’ Rowllin Borges 72’ Udanta Singh \| |            |                                                              |        |              |
|                                                                                                |            |                                                              |        |              |
|                                                                                                | Marcatori  | 13’ Boris Singh Thangjam 24’ Rowllin Borges 72’ Udanta Singh |        |              |

| Arbitro: | Kundu H. |

|                      |           |  |
| Víctor Rodríguez 82’ | Marcatori |  |

| Margao 12 dicembre 2023, ore 15:30 UTC+5:30 8ª giornata | FC Goa         | 0 – 0 referto | Mumbai City | Fatorda Stadium\| Arbitro: \| Purkayastha A. \| |
| Arbitro:                                                | Purkayastha A. |               |             |                                                 |

| Arbitro: | Nathan S. |

|                      |           |  |
| Rowllin Borges 45+1’ | Marcatori |  |

| Arbitro: | Venkatesh R. |

|                   |           |                                      |
| Rei Tachikawa 17’ | Marcatori | 21’ Noah Sadaoui 28’ Carlos Martínez |

| Arbitro: | Mohamed J. |

|                        |           |                                                                           |
| Dimitri Petratos 45+7’ | Marcatori | 10’, 45+3’ Noah Sadaoui 42’ Víctor Rodríguez 90+1’ (Rig.) Carlos Martínez |

| Arbitro: | Banerjee P. |

|               |           |                     |
| Jithin MS 26’ | Marcatori | 20’ Carlos Martínez |

| Arbitro: | John C. |

|  |           |                      |
|  | Marcatori | 74’ Dimitri Petratos |

| Arbitro: | Banerjee P. |

|                                                                          |           |                                      |
| Daisuke Sakai 51’ Dīmītrīs Diamantakos 81’ (Rig.), 84’ Fedor Černych 88’ | Marcatori | 7’ Rowllin Borges 17’ Mohammad Yasir |

| Arbitro: | Mondal P. |

|                         |           |                    |
| Vikram Partap Singh 46’ | Marcatori | 61’ Mohammad Yasir |

| Arbitro: | Kumar Gupta R. |

|                |           |               |
| Roy Krishna 4’ | Marcatori | 37’ Jay Gupta |

| Arbitro: | Mohamed J. |

|  |           |                                                |
|  | Marcatori | 69’ (Rig.) Tomi Jurić 80’ (A.g.) Odei Onaindia |

| Margao 6 marzo 2024, ore 15:00 UTC+5:30 18ª giornata | FC Goa    | 1 – 0 referto | East Bengal | Fatorda Stadium |
| \| \| \| \| \| Noah Sadaoui 42’ \| Marcatori \| \|   |           |               |             |                 |
|                                                      |           |               |             |                 |
| Noah Sadaoui 42’                                     | Marcatori |               |             |                 |

| Arbitro: | John C. |

|                                            |           |                    |
| Odei Onaindia 22’ Boris Singh Thangjam 81’ | Marcatori | 2’ Chingambam Sing |

| Arbitro: | Kumar A. |

|                                                     |           |                                                            |
| Wilmar Jordán Gil 54’ Luka Majcen 61’ Juan Mera 78’ | Marcatori | 5’ Carl McHugh 72’ (Rig.) Noah Sadaoui 84’ Carlos Martínez |

| Arbitro: | John C. |

|                                                |           |  |
| Noah Sadaoui 47’, 54’, 59’ Carlos Martínez 84’ | Marcatori |  |

| Margao 14 aprile 2024, ore 16:00 UTC+5:30 22ª giornata                                                                    | FC Goa    | 4 – 1 referto | Chennaiyin | Fatorda Stadium |
| \| \| \| \| \| Borja Herrera 33’ Carlos Martínez 38’ (Rig.), 72’ Brandon Fernandes 45+3’ \| Marcatori \| 13’ Rahim Ali \| |           |               |            |                 |
| |           |               |            |                 |
| Borja Herrera 33’ Carlos Martínez 38’ (Rig.), 72’ Brandon Fernandes 45+3’                                                 | Marcatori | 13’ Rahim Ali |            |                 |

#### Andamento in campionato
| Giornata  | 1 | 2 | 3 | 4 | 5 | 6 | 7 | 8 | 9 | 10 | 11 | 12 | 13 | 14 | 15 | 16 | 17 | 18 | 19 | 20 | 21 | 22 |
| --------- | - | - | - | - | - | - | - | - | - | -- | -- | -- | -- | -- | -- | -- | -- | -- | -- | -- | -- | -- |
| Luogo     | T | C | C | T | T | T | C | C | C | T  | T  | T  | C  | T  | T  | T  | C  | C  | C  | T  | C  | C  |
| Risultato | V | V | V | V | N | V | V | N | V | V  | V  | N  | P  | P  | N  | N  | P  | V  | V  | N  | V  | V  |
| Posizione | 2 | 2 | 2 | 1 | 1 | 1 | 1 | 1 | 1 | 1  | 1  | 1  | 1  | 2  | 2  | 3  | 3  | 3  | 3  | 3  | 3  | 3  |

Legenda:

Luogo: C = Casa; T = Trasferta. Risultato: V = Vittoria; N = Pareggio; P = Sconfitta.

#### Qualificazione
| Arbitro: | Crystal J. |

|                                        |           |                      |
| Noah Sadaoui 36’ Brandon Fernandes 45’ | Marcatori | 45+4’ Lazar Ćirković |

#### Semifinale
| Arbitro: | Mondal P. |

|                                                |           |                                                            |
| Boris Singh Thangjam 16’ Brandon Fernandes 56’ | Marcatori | 90’, 90+6’ Lallianzuala Chhangte 90+2’ Vikram Partap Singh |

| Arbitro: | Kundu H. |

|                                                  |           |  |
| Jorge Pereyra Díaz 69’ Lallianzuala Chhangte 83’ | Marcatori |  |

### Super Cup
| Arbitro: | Pranjal Banerjee |

|                                      |           |                  |
| Carlos Martínez 58’ Noah Sadaoui 66’ | Marcatori | 78’ Gyamar Nikum |

| Bhubaneswar 17 gennaio 2024, ore 09:30 UTC+5:30 2ª giornata | FC Goa    | 1 – 0 referto | Bengaluru | Kalinga Stadium (70 spett.) |
| \| \| \| \| \| Brandon Fernandes 90+3’ \| Marcatori \| \|   |           |               |           |                             |
|                                                             |           |               |           |                             |
| Brandon Fernandes 90+3’                                     | Marcatori |               |           |                             |

| Bhubaneswar 22 gennaio 2024, ore 15:00 UTC+5:30 3ª giornata                                               | FC Goa    | 2 – 3 referto                                  | Odisha | Kalinga Stadium |
| \| \| \| \| \| Carlos Martínez 76’, 86’ \| Marcatori \| 50’ (Rig.) Ahmed Jahouh 61’, 66’ Mourtada Fall \| |           |                                                |        |                 |
| |           |                                                |        |                 |
| Carlos Martínez 76’, 86’                                                                                  | Marcatori | 50’ (Rig.) Ahmed Jahouh 61’, 66’ Mourtada Fall |        |                 |

#### Andamento nel girone
| Giornata  | 1 | 2 | 3 |  |
| --------- | - | - | - |  |
| Luogo     | C | C | C |  |
| Risultato | V | V | P |  |
| Posizione | 1 | 2 | 2 |  |

Legenda:

Luogo: C = Casa; T = Trasferta. Risultato: V = Vittoria; N = Pareggio; P = Sconfitta.

### Durand Cup
| Guwahati 16 agosto 2023, ore 11:30 UTC+5:30 1ª giornata                                           | FC Goa    | 3 – 0 referto | Downtown Heroes | Stadio atletico Indira Gandhi |
| \| \| \| \| \| Muhammed Nemil 18’ Carlos Martínez 37’ Devendra Murgaokar 90+7’ \| Marcatori \| \| |           |               |                 |                               |
|                                                                                                   |           |               |                 |                               |
| Muhammed Nemil 18’ Carlos Martínez 37’ Devendra Murgaokar 90+7’                                   | Marcatori |               |                 |                               |

| Guwahati 12 agosto 2023, ore 11:00 UTC+5:30 2ª giornata                                                             | NorthEast Utd | 2 – 2 referto                         | FC Goa | Stadio atletico Indira Gandhi |
| \| \| \| \| \| Manvir Singh 24’ Sandesh Jhingan 52’ (A.g.) \| Marcatori \| 45+4’ Rowllin Borges 80’ Noah Sadaoui \| |               |                                       |        |                               |
| |               |                                       |        |                               |
| Manvir Singh 24’ Sandesh Jhingan 52’ (A.g.)                                                                         | Marcatori     | 45+4’ Rowllin Borges 80’ Noah Sadaoui |        |                               |

| Guwahati 8 agosto 2023, ore 11:30 UTC+5:30 3ª giornata                                                                   | FC Goa    | 6 – 0 referto | Shillong Lajong | Stadio atletico Indira Gandhi |
| \| \| \| \| \| Rowllin Borges 15’ Noah Sadaoui 20’, 26’, 86’ Víctor Rodríguez 68’ Carlos Martínez 83’ \| Marcatori \| \| |           |               |                 |                               |
| |           |               |                 |                               |
| Rowllin Borges 15’ Noah Sadaoui 20’, 26’, 86’ Víctor Rodríguez 68’ Carlos Martínez 83’                                   | Marcatori |               |                 |                               |

#### Andamento nel girone
| Giornata  | 1 | 2 | 3 |  |
| --------- | - | - | - |  |
| Luogo     | C | T | C |  |
| Risultato | V | N | V |  |
| Posizione | 2 | 2 | 1 |  |

Legenda:

Luogo: C = Casa; T = Trasferta. Risultato: V = Vittoria; N = Pareggio; P = Sconfitta.

#### Quarti di finale
| Guwahati 26 agosto 2023, ore 14:30 UTC+5:30                                                                                      | FC Goa    | 4 – 1 referto    | Chennaiyin | Stadio atletico Indira Gandhi |
| \| \| \| \| \| Carl McHugh 30’ Carlos Martínez 37’ Noah Sadaoui 90+2’ Víctor Rodríguez 90+4’ \| Marcatori \| 4’ Bikash Yumnam \| |           |                  |            |                               |
| |           |                  |            |                               |
| Carl McHugh 30’ Carlos Martínez 37’ Noah Sadaoui 90+2’ Víctor Rodríguez 90+4’                                                    | Marcatori | 4’ Bikash Yumnam |            |                               |

#### Semifinale
| Calcutta 31 agosto 2023, ore 14:30 UTC+5:30                                              | FC Goa    | 1 – 2 referto                         | Mohun Bagan SG | Salt Lake Stadium |
| \| \| \| \| \| Noah Sadaoui 23’ \| Marcatori \| 42’ Jason Cummings 61’ Armando Sadiku \| |           |                                       |                |                   |
|                                                                                          |           |                                       |                |                   |
| Noah Sadaoui 23’                                                                         | Marcatori | 42’ Jason Cummings 61’ Armando Sadiku |                |                   |